# Soccsksargen
Soccsksargen est une région des Philippines, également appelée région XII. Son nom est un composé de celui des quatre provinces et deux villes qui composent la région : 
- South Cotabato,
- City of Cotabato,
- North Cotabato,
- Sultan Kudarat,
- Sarangani,
- General Santos.